# Sviňa
Sviňa je slovenský film z roku 2020 režisérské a scenáristické dvojice Mariany Čengel Solčanské a Rudolfa Biermanna popisující propojení zločinu s politikou. Předlohou tohoto politického thrilleru byla stejnojmenná kniha slovenského investigativního novináře Arpáda Soltésze, který se při jejím psaní inspiroval skutečnými událostmi spojenými s vraždou novináře Jána Kuciaka a jeho snoubenky, archeoložky Martiny Kušnírové. 

## Děj
Snímek je fikcí v mnoha rysech připomínající slovenskou realitu. Vykresluje situaci v malé zemi pod horami, v níž působí politik Bobo, zákulisně podporovaný mafiánským podnikatelem Lolo Wagnerem a vytlačený až na premiérské křeslo, dále ministr vnitra Ňuňu ovládající policii a ředitelka resocializačního zařízení pro problematickou mládež opečovávající pro jejich potřebu mladé dívky. Jedna z dívek Naďa z centra uprchne, a když nenajde zastání u policie, objeví se u nadějného investigativního novináře, jímž je Ondro Mladý. Ten pak začne kauzu rozplétat.

## Postavy a obsazení
| Jozef Vajda           | Lolo Wagner, podnikatel              |
| Marko Igonda          | Bobo, předseda vlády                 |
| Andrej Remeník        | Ondrej Mladý, investigativní novinář |
| Dano Heriban          | Ňuňu, ministr vnitra                 |
| Gabriela Marcinková   | Emmi                                 |
| Diana Mórová          | ředitelka ústavu                     |
| Branislav Bystriansky | Dubkáčik                             |
| Szidi Tobias          | šéfredaktorka                        |
| Petra Dubayová        | Naďa, dívka uprchlá z ústavu         |
| Dana Droppová         | Broňa, kamarádka Naďi                |

## Uvedení a přijetí
Ve slovenských kinech film zaznamenal rekordní návštěvnost během prvního víkendu, když na něj během prvních čtyř dní od premiéry přišlo 98 tisíc lidí.
V české televizní premiéře (ovšem v původním slovenském znění) film uvedla Česká televize 20. února 2021 a stal se druhým nejsledovanějším pořadem toho večera ve věkové divácké skupině 15+. Do českých kin jej uvedla distribuční společnost CinemArt.
Recenze:
- Mirka Spáčilová, iDNES.cz 17. února 2021: 55 %[3]
- Stanislav Dvořák, Novinky.cz 19. února 2021: 65 %[6]
- Dagmar Šimková, Totalfilm.cz 19. února 2021: 60 %[7]
- Kristina Roháčková, iROZHLAS 20. února 2021: 65 %[2]
- Jana Podskalská, Deník.cz 20. února 2021: 60 %[8]
- Marek Čech, AVmania.cz 22. února 2021: 7/10[9]